# Ksienija Afanasjewa
Ksienija Dmitrijewna Afanasjewa, ros. Ксения Дмитриевна Афанасьева (ur. 13 września 1991 w Tule) – rosyjska gimnastyczka, srebrna medalistka olimpijska, 2-krotna mistrzyni świata, 3-krotna mistrzyni Europy.

## Ordery i odznaczenia
- Medal «Za zasługi dla Ojczyzny» I stopnia (13 sierpnia 2012 roku) - za wielki wkład w rozwój kultury fizycznej i sportu, wysokie osiągnięcia na XXX Letnich Igrzyskach Olimpijskich w Londynie (Wielka Brytania)[2]
- Zasłużony Mistrz Sportu (1 listopada 2010 roku)
- Mistrz Sportu Międzynarodowej Klasy